# Tiggiano
Tiggiano é uma comuna italiana da região da Puglia, província de Lecce, com cerca de 2.859 habitantes. Estende-se por uma área de 7 km², tendo uma densidade populacional de 408 hab/km². Faz fronteira com Alessano, Corsano, Tricase.

## Demografia
| Variação demográfica do município entre 1861 e 2011                               |
|                                                                                   |
| Fonte: Istituto Nazionale di Statistica (ISTAT) - Elaboração gráfica da Wikipedia |